# 2012年中華民國總統副總統及立法委員選舉
2012年中華民國總統副總統及立法委員選舉於2012年（民國101年）1月14日舉行，選出中華民國第十三任總統、副總統及第八屆立法委員。此次選舉為中華民國有史以來第一次將總統與國會議員合併選舉，亦是第一次出現女性總統候選人。
此次選舉包含第十三任總統、副總統選舉與第八屆立法委員選舉。執政的中國國民黨在總統選舉上獲勝、馬英九成功連任總統，立法委員選舉則取得過半席次、繼續成為立法院第一大黨，但不再擁有立法院議案表決的絕對優勢；而身為最大在野黨的民主進步黨，無論是在總統選舉的得票率、或是立法委員選舉的席次上均較前次增加。此外，身為泛藍政黨的親民黨在此次選舉不再與中國國民黨合作，自行推出總統與立法委員候選人，但僅在立法委員選舉上當選3席，總統選舉更僅取得不到5%的得票率。

## 選舉工作進行程序
| 重要選舉工作進行程序    | 重要選舉工作進行程序 | 重要選舉工作進行程序 |
| 辦理日期                | 工作項目 | 法定期限 |
| ----------------------- | --- | --- |
| 2011年9月               | | |
| 9月9日前                | 舉辦總統、副總統及立法委員選舉業務會議                                                                                       | |
| 9月15日                 | 發布總統、副總統選舉公告及在國外之中華民國自由地區人民申請返國行使總統、副總統選舉權登記公告                                 | 總統、副總統任期屆滿120日前 |
| 9月15日至12月5日        | 受理申請總統、副總統選舉返國行使選舉權選舉人登記                                                                             | 在國外之中華民國自由地區人民申請返國行使總統、副總統選舉權登記公告發布之日起至投票日前40日止，其中郵寄申請要以最後遷出國外時戶籍所在地的戶政事務所收件日期為憑 |
| 9月16日至9月20日        | 受理申請為總統、副總統選舉被連署人                                                                                           | 總統、副總統選舉公告發布後5日內 |
| 9月21日                 | 公告總統、副總統選舉被連署人                                                                                                 | |
| 9月22日至11月5日        | 受理總統、副總統選舉連署書件                                                                                                 | 總統、副總統選舉被連署人名單公告之次日起45日內 |
| 2011年11月              | | |
| 11月11日                | 發布立法委員選舉公告 | 公職人員任期或規定之日期屆滿40日前 |
| 11月14日前              | 查核總統、副總統選舉連署書件                                                                                                 | |
| 11月15日前              | 公告總統、副總統選舉連署結果                                                                                                 | |
| 11月17日                | 公告總統、副總統及立法委員選舉候選人登記日期及必備事項                                                                       | 總統、副總統選舉投票日50日前、立法委員選舉投票日20日前、候選人申請登記開始3日前為之                                                                            |
| 11月21日前              | 公告總統、副總統及立法委員選舉投票所設置地點                                                                                 | 投票日15日前 |
| 11月21日至11月25日      | 受理總統、副總統及立法委員選舉候選人登記之申請                                                                               | 候選人登記期間不得少於5日 |
| 11月25日前              | 全國不分區及僑居國外國民立法委員選舉政黨候選人名單撤回或更換截止、立法委員選舉政黨推薦之區域、原住民候選人政黨撤回其推薦截止 | 候選人登記期間截止前 |
| 11月25日前              | 發還總統、副總統選舉連署保證金                                                                                               | 總統、副總統選舉連署結果公告發布後10日內 |
| 11月28日前              | 通知政黨或依連署方式登記之各組候選人推薦投（開）票所監察員                                                                   | 候選人登記期間截止後3日內 |
| 2011年12月              | | |
| 12月7日前               | 審定總統、副總統選舉候選人名單，並通知抽籤                                                                                   | |
| 12月8日前               | 函報經審查之立法委員選舉區域、原住民候選人登記冊3份送中央選舉委員會審定                                                      | |
| 12月9日                 | 總統、副總統選舉候選人抽籤決定號次                                                                                           | 候選人名單公告3日前 |
| 12月14日前              | 總統、副總統選舉返國行使選舉權選舉人登記查核結果通知                                                                         | 投票日30日前 |
| 12月16日前              | 審定立法委員選舉候選人名單，並通知抽籤                                                                                       | |
| 12月16日前              | 總統、副總統選舉公報編印完成                                                                                                 | |
| 12月16日前              | 公告總統、副總統選舉候選人名單                                                                                               | 競選活動開始前1日 |
| 12月17日至2012年1月13日 | 辦理電視政見發表會 | 總統、副總統選舉競選活動期間 |
| 12月19日前              | 函報總統、副總統選舉返國行使選舉權選舉人登記人數                                                                             | 投票日25日前 |
| 12月21日                | 區域、原住民立法委員選舉候選人抽籤決定號次與全國不分區及僑居國外國民立法委員選舉候選人名單公告之政黨號次抽籤                 | 候選人名單公告3日前 |
| 12月23日                | 函報區域立法委員選舉候選人抽籤號次                                                                                           | |
| 12月25日                | 編造總統、副總統選舉人名冊完成                                                                                               | 投票日前20日 |
| 12月27日至12月29日      | 總統、副總統及立法委員選舉人名冊公告閱覽                                                                                     | 1投票日15日前、2公告期間不得少於3日 |
| 12月30日至12月31日      | 查核總統、副總統籍立法委員選舉人名冊更正情形                                                                                 | |
| 2012年1月               | | |
| 1月2日前                | 立法委員選舉公報編印完成 | |
| 1月3日前                | 公告立法委員選舉候選人名單                                                                                                   | 競選活動開始前1日 |
| 1月4日至1月13日         | 辦理公辦政見發表會等 | 立法委員選舉競選活動期間 |
| 1月10日                 | 公告總統、副總統及立法委員選舉人人數                                                                                         | 投票日3日前 |
| 1月11日前               | 總統、副總統及立法委員選舉票印製完成、分送總統、副總統選舉公報及投票通知單                                                   | 投票日2日前 |
| 1月12日                 | 總統、副總統及立法委員選舉票發交鄉（鎮、市、區）公所                                                                         | 投票日前2日 |
| 1月13日                 | 總統、副總統及立法委員選舉票轉發投票所主任管理員會同主任監察員點收後密封與佈置投票所                                         | 投票日前1日 |
| 1月14日                 | 投票開票 | 投票日 |
| 1月16日                 | 立法委員選舉得票數相同之候選人或剩餘數相同之政黨抽籤                                                                         | 投票日後2日內 |
| 1月17日前               | 編報總統、副總統及立法委員選舉結果清冊及當選人名單                                                                           | 投票日後4日內 |
| 1月19日前               | 審定總統、副總統及立法委員選舉當選人名單                                                                                     | |
| 1月19日                 | 公告總統、副總統及立法委員選舉當選人名單                                                                                     | 投票日後7日內 |
| 1月21日前               | 致送總統、副總統及立法委員當選證書                                                                                           | |
| 1月29日前               | 發還總統、副總統選舉候選人保證金與寄送總統、副總統及立法委員選舉各組候選人在每一投票所得票數表                               | 公告當選人名單後10日內 |
| 2012年2月               | | |
| 2月8日前                | 通知總統、副總統選舉依連署方式登記之同組候選人或推薦候選人之政黨，領取補貼之競選費用                                         | 當選人名單公告之次日起20日內 |
| 2月18日前               | 發還立法委員選舉候選人保證金及通知立法委員選舉區域、原住民候選人領取補貼之競選費用                                           | 當選人名單公告日後30日內 |

## 總統選舉
第十三任總統、副總統選舉有三組候選人。除中國國民黨提名時任總統兼黨主席的馬英九競選連任及時任行政院院長的吳敦義搭檔競選副總統外，另有民主進步黨提名時任黨主席之蔡英文與時任黨秘書長的蘇嘉全及親民黨提名時任黨主席的宋楚瑜與國立臺灣大學名譽教授林瑞雄角逐正副總統。

### 電視辯論與政見發表會
公視與中央通訊社、中國時報、自由時報、聯合報、蘋果日報邀請三組正副總統候選人，自2011年12月3日起連續三週末於公視舉行電視辯論，三場次辯論長度皆為2小時30分。其中12月3日、17日兩場次由總統候選人參加，12月10日則邀請副總統候選人參與。
| 參與候選人 | 電視辯論時間                | 提問方式     | 製播電視台 |
| ---------- | --------------------------- | ------------ | ---------- |
| 總統       | 2011年12月3日（六）下午2時  | 媒體提問     | 公視       |
| 副總統     | 2011年12月10日（六）下午2時 | 媒體提問     | 公視       |
| 總統       | 2011年12月17日（六）下午2時 | 公民團體提問 | 公視       |

中央選舉委員會所主辦的電視政見發表會依照「總統副總統選舉候選人電視政見發表會實施辦法」共舉辦4場，其中總統候選人3場、副總統候選人1場，自2011年12月23日起三週內舉行完畢。 電視政見發表會沒有設置交互辯論時間，而由候選人各發表政見3次，每次時間為10分鐘。另外中央選舉委員會也辦理2場第8屆立法委員原住民候選人電視政見發表會，辦理日期為2012年1月4日，由原住民族電視台製播。
| 參與候選人 | 電視政見發表會時間            | 製播電視台 |
| ---------- | ----------------------------- | ---------- |
| 總統       | 2011年12月23日（五）晚上8時   | 華視       |
| 總統       | 2011年12月30日（五）晚上8時   | 公視       |
| 副總統     | 2012年1月2日（一）晚上8時     | 民視       |
| 平地原住民 | 2012年1月4日（三）上午9時30分 | 原視       |
| 山地原住民 | 2012年1月4日（三）下午2時30分 | 原視       |
| 總統       | 2012年1月6日（五）晚上8時     | 中視       |

除此之外另有一場由公視所舉辦之「文化界提問會」一場，全稱為「開啟文化元年：文化界提問總統候選人」。
| 參與候選人 | 電視政見發表會時間              | 製播電視台 |
| ---------- | ------------------------------- | ---------- |
| 總統       | 2011年12月15日（四）下午1時30分 | 公視       |

## 立法委員選舉
第八屆立法委員選舉共分為區域（含原住民）及全國不分區與僑居國外國民兩部分，每位選舉人皆可在兩部分各投一票，合共選出113席立法委員。區域部分將中華民國自由地區劃為73個僅選出單一席次選舉區，另有平地原住民與山地原住民兩個各選三名的複數選舉區，而中國國民黨與民主進步黨幾乎在所有選舉區均有提名；親民黨、新黨、綠黨、人民最大黨等小黨則僅有在零星選舉區提名。全國不分區與僑居國外國民部分依政黨得票比例分配共34個席次，唯政黨必須跨越5%之得票門檻方可獲得分配，共計11個政黨提出名單，包括：中國國民黨、民主進步黨、台灣團結聯盟、親民黨、綠黨、新黨、健保免費連線、台灣國民會議、人民最大黨、台灣主義黨、中華民國臺灣基本法連線。

## 選舉議題

### 合併選舉
中央選舉委員會於2011年4月19日決定本次總統大選與2012年中華民國立法委員選舉合併舉行。

#### 支持合併舉行之意見
- 節省選務成本。
- 增加投票動機，避免居住在外地者需返鄉投票兩次。
- 賦予選舉權：因為投票當日滿二十歲（並符合其他條件者）者始具投票權，延後立法委員選舉之投票日會讓一些原本無法投票年輕人取得立委選舉之投票權（但同時讓更多年輕人喪失總統選舉投票權）。

#### 反對合併舉行之意見
- 因總統選舉與立法委員選舉對選民資格及有無效票認定之標準並非完全一致，合併選舉容易造成選務人員混淆。
- 剝奪選舉權：因為投票當日未滿二十歲者不具投票權，雖然立委的延後可以讓一些年輕人獲得立委投票權，但提前總統選舉之投票日會讓一些年輕人失去更重要的總統選舉之投票權[9]。
- 選舉日期的影響：這次併選后的投票日与部分学生期末考试时间冲突，會讓更多在外地讀書的大學生無法投票。而投票日剛好在農曆春節前一週，在外地工作者（主要是在都會區工作，大多因為租屋而不設籍於工作地；另外是在中國工作的非高層臺灣商人）則不能以一次交通解決投票與返鄉過年。[10]
- 立法委員選舉日與就職日間僅半個月時間，對卸任者造成壓力，也讓新當選者缺乏時間準備。
- 台灣團結聯盟主席黃昆輝2011年4月18日持反對意見，認為憲政空窗期太長，不利挑戰者。[11]
- 合併舉行可能會有4個月的憲政空窗期（constitutional interregnum，新舊政府更替之間的權力空白期[12]）與看守期問題[13]。

### 主權定位與外交政策

#### 政府對外交之拓展
2008年以來，政府奉行“活路外交”政策，求參加聯合國所屬的功能組織、與各國維繫實質關係。2009年5月間以“中華臺北”的名義參加世界衛生組織在日內瓦舉行的第62屆世界衛生大會。美國仍持續依臺灣關係法出售防禦性武器。2011年期望以援助東日本大震災與日本政府和民間關係有所增進。此外，持中華民國護照之國民可以免簽證或落地簽證方式前往之國家或地區共117個，自從馬政府上任以來，多了一倍，是外交上重大的突破成就，行政院長吳敦義更表示台灣獲得入境禮遇是國人努力的成果，台灣的品牌也會讓國際間覺得台灣是民主成熟、經濟發展、教育普及的良善國家，也是受信任的國家。

#### 北京當局之打壓
另一方面，北京當局並未真正表現相應的政策調整，其外交體系仍維持以往打壓中華民國的態度。僅2008年一年，中華人民共和國方面阻撓台灣國際空間的重大事例即有至少26件，包括杯葛中華民國爭取加入或參與國際組織、阻止中華民國與美國聯邦與州級政府官員接觸、阻止李登輝前總統等台灣政要出訪他國、干擾台湾貿易訪問團出訪、藉聯合號海釣船事件矮化中華民國的國際地位、台湾民間團體參加國際會議時更改會籍名稱、打壓台灣學童赴海外表演、阻撓他國於非官方場合懸掛持用中華民國國旗、挖中華民國僑界牆腳等。加上台灣嫌犯遭菲律賓遣送至中國大陸、中華民國中央銀行在「東南亞央行總裁聯合會」（SEACEN）之會員名稱被迫更改、WHO內部規範與臺灣互動之文件貶抑中華民國國格、台灣學生在國際亞洲醫學生聯合會的現有英文名稱被迫更改、台灣代表團在東京影展再遭中國打壓等近期事例，「外交休兵」政策因此遭在野陣營與部分媒體譏諷為「外交休克」。

#### 候選人的國家認同
蔡英文提出的第一個電視廣告表示「我是台灣人，我是蔡英文」。馬英九以臉書回應「血統上，我是中華民族炎黃子孫，我熱愛中華文化；身分上，我認同台灣，為台灣打拚，我是台灣人；國籍上，我是中華民國國民。而我也是中華民國總統。」。
2011年10月8日，蔡英文表示台灣社會最分歧、最對立的事情就是國家認同。她説今天的民主進步黨，不會標榜意識形態，而要包容歷史上發生的很多事情。民進黨唯一的堅持就是2300萬人的主權。儘管民進黨對中華民國有民進黨的銓釋，而國民黨對中華民國有不同的銓釋，但是雙方有一個共同的責任，就是維持社會和諧與國家團結。她並提出現在的中華民國政府不是外來政府，是台灣的政府，絕大多數人都已經認同「中華民國就是台灣、台灣就是中華民國」。馬英九回應「中華民國是我們的國家、台灣是我們的家園」。然而，蔡英文曾於2010年5月25日宣稱中華民國是在1949年被共產黨打敗，而逃亡到台灣的流亡政府，因此引來部分人士抨擊其立場搖擺不定。
2011年10月10日，馬英九及宋楚瑜出席於總統府前舉辦的中華民國建國百年國慶大會，而蔡英文則出席臺南市政府舉辦的升旗活動。

### 國家安全與國防軍備

#### 認為政府軍購預算與規劃不足之意見
馬英九執政期間沿續中國國民黨在野時期反對大量軍購的態度，對國防軍備相對消極，未積極發展對美國與其他軍售國之高層外交，減編預算、持續裁軍及撤兵。
馬英九政府在開放兩岸直航的談判過程中，壓縮中華民國空軍之戰備訓練與預警需求。在允許越來越多中國人來台觀光的過程中，被部分人士認為缺乏管制。另外，許多屬於國民黨黃復興黨部的退役將領赴中國大陸參加對台統戰活動，這些領中華民國終身俸卻敵我不分的退將引起相當的批評。

### 土地認同與原住民政策
綠黨在國際原住民日提出原住民政見，認為部落年輕人紛紛流落到都市討生活，使得原住民傳統文化日漸失落，許多原住民祭典已被政府補助款扭曲，變成都市人眼裡的觀光形式，而不是真正與祖靈對話的情感交流。這不僅反映部落文化傳承的危機，還流露一股當代社會被資本邏輯支配集體的失落感，希望藉由這次選舉號召都市年輕人返鄉，讓年輕人重新回到土地，去重新發掘傳統的事物；他認為原住民部落重建的課題十分重要，只有把原住民的傳統找回來，才能看見台灣的未來。

### 核能安全與環境保護

#### 取消核能使用之意見
民進黨、綠黨、環保團體、部分學術界人士認為台灣在斷層及火山帶建核電廠之不當，呼籲政府應檢討核電安全與能源政策，調高電價，並加強發展替代性的可再生能源，提升能源效率，以紓解四座核電廠對台灣南北人口密集區之重大風險。同時，應邀請民間具公信力的專業人士，並洽請國際專家及國際原子能總署的協助，共同進行總體檢。
核電廠存廢問題不但已成為2012年第十三任中華民國總統副總統選舉與第八屆立法委員選舉政策辯論的焦點之一，亦重啟不少應由全國性公民投票之民意來決定此攸關全台安全的重大政策之議。 其中，民主進步黨總統候選人蔡英文便提出應該在立法院於2002年所制定《環境基本法》第23條「政府應訂定計畫，逐步達成非核家園目標」的基礎上推動「2025年非核家園計畫」。但由於「2025非核家園計畫」中並未提及如何有效替代目前核能發電所使用的能源，引起反對火力發電及反全球暖化人士質疑非核家園計畫是否真正符合環境利益。

#### 對台灣電力公司管理及核四安全有疑慮之意見
臺灣也有「反核四不反核電」及「不反核電但認為台電亂搞核電」的意見，近來原子能委員會也對台灣電力公司不滿，指出台電再不改正，核四及核一該廢除。

#### 反對取消核能使用之意見
行政院政務委員尹啟銘質疑蔡英文所提出的非核計畫，表示核能是24小時穩定運轉，再生能源如太陽能、風力在夏天用電高峰的時候，如何替代核能，蔡英文的非核家園，會不會把台灣帶到一個缺電、電價大幅上漲、減碳目標未能達到、經濟與產業衰敗的家園，前總統李登輝認為台灣核電廠沒有位於地震帶，質疑替代能源在哪，應該發動核四公投，讓人民做最後決定。

### 失業問題與貧富差距

#### 認為政府政策加大失業問題與貧富差距之意見
泛綠陣營宣傳兩岸開放政策若執行不當，將只對大財團、大陸台商等少數人有利，其負面影響卻將由在台灣的全民承受；馬英九政府的兩岸開放政策伴隨著臺灣人民的薪資大幅倒退，房價也大漲；這樣的變化讓臺灣人更加認同泛綠對不當兩岸政策的批評。
在軍人、公務員、教師（簡稱“軍公教”）待遇及退休制度上，也有老年人年輕人收入兩極化問題。只有老一輩軍公教人員可以領取較為優惠的退休金（退休軍公教人員優惠存款），相比之下，年輕軍公教人員卻無法獲得此優惠；而馬英九政府曾有意推動的強制3%公務員考績丙等及連三丙開除政策，被認為將加劇考績普遍不公造成的問題、也會對年輕公務員不利，甚至有女性公務員被老長官以考績威脅潛規則的危機。民進黨在此兩點的看法與軍公教相近。
但民進黨一直以來相對缺乏軍公教票源，民進黨認為軍公教人員（尤其是資深或位高者）已獲得過多資源，且認為國民黨政府未於本年度總預算案中編列、卻因選舉而違反《預算法》第79條之規定臨時為軍公教加薪是政策買票。
另一方面，綠黨則主打貧富差距。

### 房價高漲與青年貧窮

#### 認為政府政策加大房價高漲與青年貧窮之意見
近年來臺灣面對嚴重的老年人年輕人收入兩極化問題。年輕人分配到的資源比例遠低於老一輩在年輕時能分配到的比例、年輕人生育率極低。而造成此問題的原因可能包括人力派遣方式的流行、全球化趨勢、兩岸開放政策影響、大學過多、技職體系不受尊重、少子化、引入過多外勞與政府放任。其中人力派遣、外勞及全球化是藍綠共業，而政府放任問題則對執政黨不利。
當貧富差距擴大、年輕人低薪化時，部分受害者聯想到兩岸開放政策的衝擊。雖然說這些社會問題並不光是兩岸開放政策造成的，但是當泛藍攻擊泛綠鎖國、宣傳兩岸開放的優點，部分臺灣人反而會更注意兩岸開放政策是否只對少部分人有利。由於泛藍是兩岸開放政策的主要推動者，其造成的社會問題容易使中國國民黨受到抨擊。尤其是在馬英九上臺後，年輕人收入減少、房價大幅上漲，更容易使年輕人聯想到兩岸開放政策與政府對資方的放任。
媒體人鄭弘儀便曾以髒話強烈批評馬政府，因為對馬政府及教育界優待並期望中國大陸學生來臺就讀非常不滿，為此剝奪臺灣學生的受教名額、獎學金、打工機會與住宿機會等資源，這些觀點頗受年輕人及大學生的認同。另一方面，民進黨執政時期大量引進留學生的政策也引起一定的不滿，只是影響較低，沒有如同開放中國大陸學生政策般的引起廣泛討論。
蔡英文提出世代正義問題，並指出臺灣四十歲以下的人需更努力卻獲得更少的成就與資源。一般推測是因為臺灣各方面的掌權階級多為四十歲以上的族群，他們因為中國的同輩經過文革摧殘、而面對較為不激烈的競爭，再加上中國對台灣的「讓利」也以台灣的掌權階級為主要對象，這些人的好運讓他們過度高估臺灣的競爭力及年輕人的承受力，做出過度樂觀的決策，但其錯誤政策多由四十歲以下族群承擔。
蔡英文在世新大學座談時，對現場中國學生的回答指出「台灣無法不設限的歡迎中國學生留學及就業，必須兼顧台灣學生的就業機會，而中國歡迎台灣學生是建立在台灣人口較少的基礎上」，另外對台灣是否太害怕中國的疑問，她指出「中國集權式、不民主的決策，發生的錯誤機率太高，而且『中國對準台灣的飛彈未免太多了！』」；這些回答都獲得台生大力鼓掌。 馬英九則表示台灣現在缺工很嚴重，很多人是自願失業，未來考慮逐步放寬境外學生就業規定，才能確保台灣人力供應不虞匱乏。

### 財政惡化與稅制公平

#### 認為稅制不公之意見
馬政府上台後推動相當多的支出與減稅，因此加劇財政惡化及稅制不公的問題。遺產贈與稅調降引發臺灣輿論相當的不滿，不過遺贈稅調降並沒有增加稅制不公問題，其造成的社會問題是提高房價：遺贈稅調降造成資金回流效應（本來在海外避稅的資金流回臺灣、或臺灣新賺到的錢不再流往海外避稅），但是臺灣投資機會少於資金，因此這些資金有不少投入房地產，造成房地產上漲，而高房價本來就是臺灣社會不公的重大原因，遺贈稅調降是間接促成社會不公。不過調降遺贈稅實際上反而提高稅制公平性（因為遺贈稅主要徵收到中產階級及中下階級的財產，而有錢人則可以輕易避稅；因此調降遺贈稅不過是把累退稅調整為更公平的單一低稅率），而許多泛綠人士也支持調降遺贈稅。資本利得稅尚未開徵：證券交易所得稅一直無法開徵，土地增值稅一直無法依照真實價格開徵，都對臺灣稅制造成嚴重不公，資本利得稅被多數人認為可以增加稅制公平（許多人認為調降遺贈稅反而可以增加稅制公平性、但前提是開徵資本利得稅）。只是資本利得稅的問題是藍綠共業，甚至民進黨也調降過土地增值稅。馬政府上台以後，舉債速度遠超過陳水扁政府。

## 選前事件

### 情蒐風波
2011年12月28日，國民黨副總統候選人吳敦義搶先民進黨總統候選人蔡英文一步拜訪時任無黨籍台中市議員賴義鍠，被蔡英文指控遭國安單位監控，並召開記者會要求司法單位立即啟動調查。
賴義鍠對此否認，表示「吳敦義行程雙方早敲定，蔡英文當天臨時來訪，是誤會一場」。吳敦義也出示行程表佐證，強調蔡英文的指控完全是子虛烏有，並要求蔡英文向「台灣社會」道歉，並表示如果屬實就退選。馬英九也要求蔡英文要為胡亂抹黑指控道歉。
2012年3月6日，特偵組認定馬英九的部分罪證不足，予以簽結。

### 遠見民調轉型
2011年10月11日，長期從事選舉與政治議題民調、而且準確性獲得國內外認可的遠見雜誌突然宣佈將不再從事此類民調，原「民調中心」轉型及更名為「社會經濟研究調查中心」。 遠見民調中心總監戴立安在受訪時表示，目前民調結果對泛藍稍微不利。 民進黨發言人莊瑞雄則質疑為政治力介入、新聞自由倒退。 遠見雜誌副社長兼總編輯楊瑪利接受聯合報的採訪表示，由於選舉民調經常被外界各取所需進行過度解讀，在2010年五都市長選舉前，該公司內部便傳出停辦聲音，這次正式宣告停止選舉相關民調，完全沒有政治的手伸入。遠見．天下文化事業群並於10月20日委託律師對外發布聲明澄清。

### 蔡英文宇昌生技投資案
2011年12月8日，國民黨質疑蔡英文於2007年卸任行政院副院長後，就到由國發基金投資的宇昌生技（現中裕新藥）任董事長，有圖利嫌疑，要求行政院將投資案資料，依法定程序解密後送立法院。 蔡英文隔日聲明表示從未參加宇昌公司籌設，在卸任副院長數月後，因該案涉及國際談判，在科學家邀請，且經行政院法規會研究後明確回覆不違反旋轉門條款的情況下，擔任公司負責人並協助募資。在當時民間資金不足情況下，說服家族投入資金因應急需，政府也因為美國廠商的時間壓力，迅速撥付部分款項。
曾任宇昌生技董事與顧問的中央研究院院長翁啟惠為此案受訪時表示輿論對蔡英文不太公平。 翁啟惠在12月12日聲明，蔡英文於擔任行政院副院長期間，相當關切生技產業發展，積極由政策面與行政面予以協助。卸任後即由宇昌經營團隊邀請加入並擔任董事長。 宇昌創辦人之一，中研院院士陳良博與羅氏藥廠全球技術營運總裁楊育民則在12月2日的聯合聲明中表示，此案迄今政府只有獲利，毫無損失。
12月11日，前國民黨籍立委高育仁對聯合報記者表示，與Tanox董事長唐南珊合作於2005年以同一抗愛滋病藥物申請國發基金，國發基金於2007年5月拒絕該案。 前經建會主委何美玥回應表示兩案不同，宇昌是得到Genetech授權，以研究開發愛滋新藥及臨床試驗為主，高育仁是生產工廠的案子。
12月12日，國發基金投資宇昌生技的兩份極機密文件解密，經建會主委劉憶如當日表示，國發基金管理會議紀錄中一附件內容顯示，2007年3月舉辦「推動TaiMed生技公司說明會」，蔡英文列名文件中的四個主要負責人之一。 該文件日期經查證後應為2007年8月，為此劉憶如對時間誤植道歉。 民進黨批劉憶如偽造資料，並委任律師於12月14日至臺北地檢署控告劉憶如及國民黨籍立委邱毅、林益世、謝國樑涉嫌觸犯《刑法》變造文書罪、行使變造文書罪，及《總統副總統選舉罷免法》意圖使人不當選。 民進黨同時對吳敦義妻子蔡令怡提告，指蔡令怡於12月11日於澎湖稱蔡英文把國家11億挪移到她們家公司，控告蔡令怡違反《總統副總統選舉罷免法》，意圖使人不當選。蔡令怡稱其口誤，為此道歉。 遭控告的邱毅則於12月16日至監察院，檢舉蔡英文、何美玥及前國發基金管理會副執行秘書何俊輝三人涉嫌濫權、自肥、圖利，並至臺北地檢署控告蔡英文誣告。
12月13日，特偵組至國發基金管理會，調閱相關案卷公文。民進黨批特偵組淪為選舉鬥爭工具，特偵組發言人陳宏達表示，先保全證據才能發現真實，檢察機關一切依法而為。

### 蘇嘉全農舍與祖墳爭議
2007年12月，時任行政院農業委員會主委的蘇嘉全被民眾檢舉其在屏東縣長治鄉的豪華農舍是違章建築，而且建築執照是在其任屏東縣縣長時核發的。經長治鄉公所調查後，雖然確認農舍主體是合法建築，不過周圍土地並未農地農用，遂函送縣府農業局處理。
2011年9月16日起，時任中國國民黨籍立法委員並在高雄市第七選舉區參選的邱毅接連針對蘇嘉全的豪華農舍與其祖墳爆料，指蘇的家人多次違法牟利。 邱毅指控蘇嘉全家中的祖墳建在向長治、麟洛兩鄉公所承租的農牧用地之上，違反農牧用地僅能耕作規定。 10月20日，麟洛鄉公所對蘇家祖墳用地進行丈量，鄉公所表示土地若違規使用，將依殯葬管理條例規定裁罰新台幣3萬元以上10萬元以下的罰款，並限期改善。 10月21日，經屏東縣政府民政處會勘後，確認蘇嘉全祖墳違規設置，但已過了裁罰追溯期，只能限期改善。
邱毅另指控蘇嘉全位於屏東縣長治鄉的住家登記為農舍且加蓋違建，此舉違反蘇擔任行政院農業委員會主委時之「農地農用」政策。 屏東縣政府認定該農舍為合法但農委會對此仍有疑異，引發中央與地方爭執，也讓蘇嘉全長治農舍成為觀光景點。10月3日，蘇嘉全委託律師黃帝穎赴台北地檢署，對邱毅提出誹謗及公然侮辱的刑事告訴。 邱毅進而在隔日至台北地檢署告發蘇嘉全夫婦、屏東縣長曹啟鴻、屏縣府城鄉發展處長黃肇崇與農業處長林景和共五人涉嫌偽造文書、瀆職與圖利，並於10月6日赴監察院告發上述五人。
2011年10月18日，蘇嘉全召開記者會宣布，他將把農舍捐給屏東縣長治鄉公所，作為公益使用，並委託律師公布其夫婦和兩個女兒的所有財產。 蘇嘉全因農舍被控偽造文書、瀆職等案則由台北地檢署於10月底將全案聲請移轉管轄到屏東地檢署接續調查。
在農舍及祖墳用地引發爭議期間，蘇嘉全及其家人又遭爆料在屏東的違法事宜。9月30日，邱毅指出蘇嘉全的胞兄蘇嘉川（亦為時任民進黨籍立法委員並於屏東縣第一選舉區參選之蘇震清之父）違法將位於長治鄉的農牧用地在每週一出租給夜市擺攤，蘇嘉川的妻子邱招菊負責收費，近20年疑獲利近新台幣2000萬元且未報稅。另此地起初申請的三個電表皆為農業用的「噴藥照明用電」，為農業用優待電價；其中一個曾被台電查獲其為營業使用，因此改為營業用電計費。蘇嘉全於10月1日回應，這是其兄長蘇嘉川的問題，不便代他回答。 事後，蘇嘉川收回農地，不再出租，國稅局於10月3日週一派員前往勘查，因無夜市攤販營業，無法針對攤販課稅，但表示將對地主蘇嘉川課稅，依規定最多可追溯5年的稅款。
10月14日，蘇嘉全的妻子洪恆珠與姊姊蘇綉鑾被爆料在屏東縣屏東市廣東路擁有一間違建鐵皮屋出租給他人作商業行為。 蘇嘉全稱土地無償交由姊姊管理使用，不清楚詳細情況，而此消息曝光後，該違建在隔日由蘇綉鑾僱工拆除，並至屏東縣稅務局補繳房屋稅四千多元。 國民黨對此指出，蘇嘉全妻子洪恆珠在違建被拆除前即在附近進出，6年前還在該處遭搶，質疑蘇嘉全裝聾作啞。
10月19日，在蘇嘉全宣布捐出農舍並將公布財產後的隔日，邱毅再度爆料，在屏東縣椰林文教基金會的負責人(蘇嘉全妻子洪恆珠為掛名負責人)名單中，有不少人士曾出任屏東縣政府官員。而邱毅亦質疑蘇嘉全的兩個女兒剛在社會工作，而在台北縣擁有各一個單位的業權(剛到社會工作的年青人，要獨自購買房屋是非常困難的)。邱毅同時指椰林文教基金會為蘇嘉全的私人金庫，應公布基金會的財產及金流。 椰林基金會執行長陳永森否認邱毅指控，蘇嘉全則表示，基金會是財團法人，不是他私人財產，財產不能由他代理宣布。 邱毅於10月24日以涉及違反公職人員利益衝突迴避法、貪污及圖利等罪，向台北地檢署告發蘇嘉全夫婦及陳永森3人，並聲請保全證據。
2013年5月，全案經屏東地檢署主任檢察官林柏宏和林彥良先後偵辦並偵查終結後，以蘇嘉全罪嫌不足，予以不起訴處分。

### 小英巴士
民進黨仿美國特勤局提供給美國總統歐巴馬搭乘的「怪獸巴士」，於2011年9月將一遊覽車改裝為「小英巴士」，並於9月24日在台中首度亮相。 9月26日，國民黨籍新北市議員陳明義於議會質詢時質疑其違法變更車體、拆除座椅及違法張貼非透明廣告等，要求新北市政府取締，但民進黨則主張該巴士合乎法規。 最終民進黨還原巴士的座椅配置，並經過檢驗通過，於10月展開公路造勢活動。

### 米酒降價
參見米酒降價事件。馬英九以紅標米酒為例，表示米酒價格從180元降至25元，並藉此多次宣傳，認為被叫「米酒總統」也甘願。蔡英文競選總部主任委員蘇貞昌則諷刺馬英九如果一手拿米酒、一手拿汽油、肩上扛個瓦斯桶，告訴人民通通降價了，那樣的出場才轟動。蘇貞昌批評因為汽油和瓦斯漲價，馬只好拿米酒當作政績。

### 柿子月曆文宣事件
2011年11月 民進黨「嘸採工月曆」其中寫著柿子一斤2元，突顯馬英九政府不正視農產品滯銷問題造成水果價格低落；但外包文宣誤植圖片，造成誤解「甜柿」一臺斤只需要新臺幣2元（實際上為數十至數百元不等）。國民黨則抓準機會緊咬此小疏忽順勢反擊，連續兩天大力放送「2元柿」消息，並痛批民進黨「傷害農民」，這波攻擊也成功造成市場攤販、及部分農民把不滿情緒宣洩到民進黨頭上。面對國民黨的攻勢，民進黨立委陳明文成功在嘉義找到了「2元柿」；但「2元柿」並非用作食用，而且是三級品。最後，蔡英文在第一次總統候選人辯論前公開致歉。

### 民進黨三隻小豬活動
2011年10月17日，蔡英文赴南投出席募款餐會，當晚餐會上，有位國小一年級許姓學童捐出自己儲蓄多年的撲滿。 因民進黨於2009年曾收受未具選舉權人的政治獻金，又未依政治獻金法第15條第1項規定於一個月內歸還，或在二個月內辦理繳庫而遭監察院裁罰，監察院便於隔日下午2時致電民進黨中央黨部，向接聽電話的徐美華提醒政治獻金法規定。徐美華答覆監察院表示，競選總部知悉規定，對於許姓學童的捐贈，只收心意，不收獻金，並發送感謝狀乙紙。
10月20日，民進黨發言人林俊憲表示，民進黨10月9日在台南舉辦晚會活動時，有一黃姓家中的三歳三胞胎小朋友捐出撲滿給蔡英文，監察院竟然以電話通知民進黨要調查。林俊憲批評監察院不調查農委會主委陳武雄違反行政中立等多項案子，卻淪為馬英九的打手。 蔡總部順勢推出「十萬小豬」運動，購買10萬個小豬撲滿派發給支持者捐款，並計劃在11月進行一系列的小豬活動。 （活動發起人民進黨發言人林俊憲原本只計劃購買三千隻小豬，後因反應熱烈，不斷加碼，最後發出五十萬隻。 有拿不到撲滿的支持者直接到商店購買，一度造成小豬撲滿缺貨。）蔡英文説小豬聚集的小額募款，讓民進黨走得更平穩、走得更清廉，走的是一條人民的路，而不是受制於財團。 另一方面，中國國民黨籍之新北市議員陳明義則在政論節目評論：「小豬活動代表民進黨的選舉『敗象已露』。」 
11月3日，監察院發布新聞稿，並公布該院公務電話紀錄，表示監察院是善意提醒。 監察院並表示民進黨財務委員會常務副執行長陳致錚曾在10月27日下午6時來電，對於民進黨文宣部的脫序行為表示歉意。 民進黨發言人林俊憲回應，事件發生時，民進黨接連兩天接獲監察院來電，當時監察院告知該案是由國民黨提出口頭檢舉。林俊憲表示，陳致錚並非總部對此業務的承辦人員，他是因為知道監院基層人員為此承受極大壓力，為此致意而已。
12月10日，民進黨舉辦「小豬召集令」活動回收小豬撲滿，蔡英文競選總部表示首天約收到七萬隻小豬撲滿。 小豬捐款於1月6日點算完畢，民進黨宣布總計收回14萬3000多隻小豬撲滿，獲得計2億120多萬元的捐款，創下台灣選舉史上最多的小額捐款。20個工作天以來，競選總部從早到晚，動員3000人次志工投入開心作業，動用12台開心機、52台分幣機、6台點幣機，曾經一天操壞10台分幣機。
2014年5月21日，辜寬敏說，他依舊不贊成蔡英文選總統，因為“台灣社會還不夠成熟到可以接受女性當國家領導人”；他說，蔡英文是非常聰明的人，他希望她能有很大的成長，但請她不要以為靠三隻小豬（撲滿）就能當選總統、領導這麼困難的台灣。

### 蔡英文改稱執政後會接受ECFA
2011年11月24日，蔡英文在接受英國廣播公司（BBC）專訪時表示，台灣已受到ECFA的約束，若她當選總統，也不會癈除此一協議，但會就有關ECFA的後續市場開放談判，作出謹慎的處理，也不一定會就ECFA新的內容進行公投。

### 和平協議
10月17日，馬英九於總統府舉行的第五場「黃金十年」記者會中表示，在思考未來10年當中，應該對兩岸在循序漸進的情況下，能夠審慎斟酌是否洽簽「兩岸和平協議」，前提是：第一、國內民意高度支持；第二、國家有確實需要；第三、必須在國會監督情況下。 蔡英文隔日表示這是非常嚴重、危險的問題，並於10月19日聲明這將使台灣人民面臨犧牲台灣主權、改變台海現狀、危及民主價值、破壞戰略縱深等「四個危險」，主張涉及國家定位的兩岸政治協商，應該以堅持主權、堅持民主、堅持和平的「三個堅持」為前提。 19日當晚，總統府發言人范姜泰基指和平協議「三前提」中的民意支持，指的就是要透過公投取得人民的支持。
10月20日，馬英九於總統府就此議題召開記者會，重申9月29日首場「黃金十年」記者會提及的「四個確保」，即在確保中華民國主權的獨立與完整、確保臺灣的安全與繁榮、確保族群和諧與兩岸和平、確保永續環境與公義社會下，蔡英文提出的「四種危險」完全沒有發生的可能。 蔡英文隔日於記者會中重申「三個堅持」，表示將邀馬英九一週內啟動公民投票法修法的兩黨協商，在立法院會期結束前，將兩岸政治協商須經公民投票的法律機制納入公民投票法。 民進黨團之後在立法院程序委員會提出公投法修正草案，主張兩岸之間的政治協商，事前必須公投由人民授權，事後也要公投由人民複決。該提案未獲國民黨支持，並未排入立法院院會議程。
10月24日，馬英九於彰化提出「十大保證」，即在中華民國憲法「一個架構」中，在國內民意達成高度共識及兩岸累積足夠互信的「兩個前提」下，依循「三個原則」（原「三前提」）及「四個確保」推動洽簽「兩岸和平協議」。 蔡英文則批評其爲輕率莽撞、操作選舉語言、造成社會的疑慮和不安，沒有一個國家領導人對於重大議題應有的沉穩和冷靜。 也有泛綠人士指出，應該簽訂以「國家對國家」為基礎的和平條約、而非和平協議。
12月2日晚間，於總統候選人首場辯論會前夕，蔡英文表示勝選後將成立「兩岸對話工作小組」，只要雙方都願意秉持務實的態度，不需要預設前提或排除任何的選項，兩岸之間什麼都可以談。

### 國民黨公布不分區立委名單
2011年11月16日，中國國民黨公布第八屆不分區立法委員提名名單，除了由及多位弱勢社福代表領頭外，前十七名安全名單中，有多達十一位立院新面孔，涵蓋社福、環保、勞工、文化、藝術等專業領域，換血幅度之大，可謂歷屆不分區之最，這份名單新人輩出，頗受外界肯定，國民黨希望藉此展現改革的決心，外界多數給予肯定。
不分區名單排序，依序是王金平、兒童福利聯盟文教基金會執行長王育敏、政大名譽教授知名財稅學者曾巨威、台灣弱勢病患權益促進會秘書長楊玉欣、環保署副署長邱文彥、立委洪秀柱、中正大學勞工關係系教授吳育仁、立委潘維剛、前陸軍總司令陳鎮湘、國際通商法律事務所律師李貴敏、屏東安泰醫院院長蘇清泉、國立臺灣戲曲學院教務長陳碧涵、僑務委員詹凱臣、立委徐少萍、立委陳淑慧、政務委員尹啟銘、前國安會諮詢委員詹滿容、前衛生署長楊志良等人，眾多都是新竄出的黑馬。

### 包道格選前專訪發言
美國在台協會台北辦事處（AIT）前處長包道格（Douglas H. Paal）接受電視專訪表示，民進黨總統候選人蔡英文的台灣共識不存在，兩岸態度讓美國不安心。引來美國介入台灣選舉爭議。因時機敏感，AIT發言人萬德福昨緊急滅火：「他是一個美國平民，發言不代表美國政府。」了解內情人士指出，包昨原分別要跟AIT處長司徒文及蔡陣營會面，都因他的發言被取消。包道格昨拜會經濟部後接受訪問時也轉趨低調澄清：「我沒有介入台灣選舉。」

#### 正面評價
馬英九連任後美國白宮發表聲明，祝賀馬英九總統連任，也祝賀台灣人民成功舉行總統和立法委員選舉，白宮並讚揚台灣是亞洲偉大的成功故事之一。白宮透過新聞祕書發布聲明說，透過人民的努力，和過去數十年出色的經濟與政治發展，台灣證明它是「亞洲偉大的成功故事之一」。這次選舉，台灣再次展現其民主制度的力量與活力，「我們有信心，台灣以其諸多成就為基礎，會再進一步發展，我們也會繼續與台灣合作，推動彼此間的諸多共同利益，包括拓展貿易和投資關係」美國將一如過去30年，依據美國與中國大陸之間的三份聯合公報和《台灣關係法》，透過美國在台協會與台灣維持緊密的非官方關係。 

#### 負面解讀
2012年1月15日，台灣智庫向外國媒體舉辦選後分析座談會，陳水扁政府時代的中華民國駐美代表吳釗燮直接向美國在台協會官員抗議「中國要當國民黨啦啦隊，你們卻跑去當中國的啦啦隊」。吳釗燮說，這次美國介入台灣選舉，美國雖然有些動作宣誓中立，但沒有抵銷美國一些政治人物過度支持馬英九的影響，除了再次動搖民進黨的傳統親美態度外，也會給予亞洲國家幾個對美國不利的訊息如「中國說什麼，美國就跟著說什麼」、「美國會為了短期利益而犧牲亞洲友邦的民主」，會傷害美國在亞洲的地位及信任度。
2014年10月28日，針對民進黨立委指控卜睿哲與包道格的發言有「挺國民黨」立場、影響台灣選舉，卜睿哲出席台北論壇基金會研討會時回應，他要進一步了解「民進黨朋友」說了什麼，但他從未試圖告訴台灣選民如何投票；他自嘲，如果他與包道格的發言能影響台灣選舉，「很適合政治科學家好好研究」。

### 李登輝現身挺蔡英文
2012年1月13日，於民主進步黨最後的2012年總統選舉造勢晚會上，李登輝表示：「我九十五歲，身體不好，不知道什麼時候會離開，大家要用選票，選我們的希望、選我們的未來，我們要相信自己、相信蔡英文，蔡英文可以帶領國家實現希望」。一般認為，此舉除是替蔡英文拉抬聲勢外，也是替台灣團結聯盟爭取政黨票。

## 後續效應
- 蔡英文開票日當晚宣布辭去民主進步黨主席職務, 將於3月1日生效. 民進黨開始主席人選卡位戰。
- 2012年8月14日，特偵組約談中研院院士何大一、陳良博，民進黨主席蘇貞昌、前主席蔡英文後，查無不法簽結宇昌案[146]。

## 政治影響
- 蔡英文因為落選，宣布辭去民進黨黨主席職位。
- 宋楚瑜宣布，將來將由李桐豪領軍親民黨，代表第三勢力。
- 馬英九總統決定由原行政院副院長陳冲接替吳敦義組閣。
- 親民黨和台灣團結聯盟重返立法院，朝野立院互動情形。

## 內文註釋
1. ↑  選舉種類 （页面存档备份，存于），中央選舉委員會
2. 1 2  中央選舉委員會新聞稿 （页面存档备份，存于），中央選舉委員會，2011年4月19日
3. ↑  中央選舉委員會新聞稿 （页面存档备份，存于），中央選舉委員會，2011年4月21日
4. ↑  中央選舉委員會新聞稿 （页面存档备份，存于），中央選舉委員會，2011年5月17日
5. ↑  .   [2011-11-06]. （原始内容存档于2011-12-15）.
6. ↑  《在國外之中華民國自由地區人民申請返國行使總統副總統選舉權登記查核辦法》第四條第一項
7. ↑  公視與四報一社舉辦之2012年總統電視辯論首場電視辯論 12月3日登場 （页面存档备份，存于），財團法人公共電視文化事業基金會，2011年11月22日
8. ↑  中央選舉委員會新聞稿 （页面存档备份，存于），中央選舉委員會，2011年11月15日
9. ↑  總統立委併選 5萬首投族沒得選 （页面存档备份，存于）於YouTube，中視，2011年3月30日
10. ↑  如果併選與期末考撞期 （页面存档备份，存于），自由電子報，2011年4月19日
11. ↑  林修卉. . 今日傳媒(股)公司. 2011年4月19日  [2012-08-19].
12. ↑  所謂「憲政空窗期」 （页面存档备份，存于），財團法人國家政策研究基金會，2011年5月3日
13. ↑  併選釀憲政空窗期？江宜樺：若現任連任，就沒有任何疑問 （页面存档备份，存于），今日新聞網，2011年4月20日
14. ↑  免簽 落地簽增至116國 吳揆:比過去60年有尊嚴 （页面存档备份，存于），中廣新聞網，2011年7月26日
15. ↑  九十七年一月至十二月份中國大陸阻撓台湾國際空間事例 （页面存档备份，存于），中華民國外交部
16. ↑  YouTube上的台灣．未來．蔡英文
17. ↑  .   [2011-11-06]. （原始内容存档于2019-02-14）.
18. ↑  蔡英文：台灣人可以包容、原諒，唯一堅持的是2300萬人的主權 （页面存档备份，存于），蔡英文競選總統辦公室，2011年10月9日
19. ↑  林正義︰中國軍爭議 馬查真相為時太晚 （页面存档备份，存于），自由電子報，2011年6月20日
20. ↑  北京企圖瓦解台灣安全中線 Archive.today的存檔，存档日期2012-09-04，玉山周報，2009年9月14日
21. ↑  中國客自由行 黃昆輝要求捺指紋 （页面存档备份，存于），自由時報，2011年5月29日
22. ↑  「國軍共軍都是中國軍」退役將領敵我不分 （页面存档备份，存于），自由電子報，2011年6月9日
23. ↑  藍委要求軍方 重擬赴中交流規範 （页面存档备份，存于），自由時報，2011年6月9日
24. ↑  夏瀛洲登陸發言不當？黃光芹：切腹自殺都不夠 （页面存档备份，存于），今日新聞網，2011年6月8日
25. ↑  核電政策應立即檢討調整 （页面存档备份，存于），自由電子報，2011-3-26。
26. ↑  福島核能危機 學者 : 舊核電廠不應延役 （页面存档备份，存于），台灣環境保護聯盟，2011年3月14日
27. ↑  核能與中國政策一個樣 （页面存档备份，存于），盧世祥，澄社，2011-04-01
28. ↑  由民間總體檢核電廠 （页面存档备份，存于），楊信男，澄社，2011-03-25
29. ↑  輻射恆久遠、落塵永流傳 （页面存档备份，存于），台灣環境資訊中心，2011年3月28日。
30. ↑  學界連署︰朝野提非核家園時間表 Archive.today的存檔，存档日期2013-01-13，自由電子報，2011-3-28。
31. ↑  綠委將提核四公投 藍營反對 （页面存档备份，存于），自由電子報，2011-3-29。
32. ↑  「超低電價」讓台灣付出慘痛代價 （页面存档备份，存于），天下雜誌，2011年4月。
33. ↑  環境基本法 （页面存档备份，存于），法務部全國法規資料庫
34. ↑  2025非核家園計畫 （页面存档备份，存于），蔡英文 Tsai Ing-wen 臉書粉絲專頁
35. ↑  台電耐震補強報告「存心唬弄」 原能會：年底體檢未過 核一廠除役[]，李宗祐、王莫昀，中國時報，2011年9月26日
36. ↑  非核不可?! 尹啟銘: 「2025非核家園」帶領台灣走向「黑暗家園」 （页面存档备份，存于），台灣英文新聞，2011年6月28日
37. ↑  李登輝開槍 蔡英文非核遇海嘯 Archive.today的存檔，存档日期2012-07-14，聯合新聞網，2011年3月28日
38. ↑  蔡英文 變動中的新世界─談青年世代和未來 （页面存档备份，存于），TWIMI獨立媒體，2011年6月14日
39. ↑  台灣缺工嚴重　馬英九：考慮逐步放寬境外學生就業規定 （页面存档备份，存于），NOWnews，2011年6月15日
40. ↑  林朝億. . 新頭殼. 2011-12-29  [2017-08-15]. （原始内容存档于2017-08-15） （中文（臺灣））.
41. ↑  . 壹電視. 2011-12-29  [2017-08-15]. （原始内容存档于2019-02-14） （中文（臺灣））.
42. ↑  張麗娜、林益民、羅暐智. . 蘋果日報. 2011-12-30  [2017-08-15]. （原始内容存档于2019-08-22） （中文（臺灣））.
43. ↑  李欣芳、王寓中. . 自由時報. 2011-12-30  [2017-08-15]. （原始内容存档于2017-08-06） （中文（臺灣））.
44. ↑  林朝億. . 新頭殼. 2011-12-29  [2017-08-15]. （原始内容存档于2017-08-06） （中文（臺灣））.
45. ↑  中央社. . 中央社. 2011-12-30  [2017-08-15]. （原始内容存档于2017-08-06） （中文（臺灣））.
46. ↑  .  ETtoday. 2011-12-30  [2017-08-15]. （原始内容存档于2017-08-06） （中文（臺灣））.
47. ↑  謝莉慧. . 新頭殼. 2011-12-30  [2017-08-15]. （原始内容存档于2019-02-14） （中文（臺灣））.
48. ↑  . 蘋果日報. 2012-01-03  [2017-08-15]. （原始内容存档于2017-08-06） （中文（臺灣））.
49. ↑  張麗娜、蔡智銘、晏明強. . 蘋果日報. 2011-12-31  [2017-08-15]. （原始内容存档于2017-08-06） （中文（臺灣））.
50. ↑  蔣永佑. . 蘋果日報. 2012-03-07  [2017-08-15]. （原始内容存档于2017-08-15） （中文（臺灣））.
51. ↑  遠見「民調中心」轉型為「社會經濟研究調查中心」 （页面存档备份，存于），遠見社會經濟研究調查中心，2011年10月11日
52. ↑  遠見民調中心轉型　不再做任何有關選舉或政治議題！ （页面存档备份，存于），NOWnews，2011年10月11日
53. ↑  遠見民調總監預測：明年大選 蔡贏馬4~6% （页面存档备份，存于），自由電子報，2011年10月13日
54. ↑  莊瑞雄：遠見民調中心關門，台灣新聞自由倒退，林修卉，今日新聞網，2011年10月12日
55. ↑  遠見‧天下文化事業群聲明 （页面存档备份，存于），2011年10月20日
56. ↑  蔡英文投資宇昌 一周內解密 （页面存档备份，存于），蘋果日報，2011年12月9日
57. ↑  前政院法規主委：蔡未違旋轉門 （页面存档备份，存于），中央社，2011/12/12
58. ↑  蔡英文針對宇昌生技案之聲明 （页面存档备份，存于），蔡英文競選總統辦公室，2011年12月9日
59. ↑  蔡駁宇昌案「替政府賺10億」 （页面存档备份，存于），蘋果日報，2011年12月10日
60. ↑  「宇昌案 不該牽連無辜」 翁啟惠︰輿論對蔡英文不公平 （页面存档备份，存于），自由電子報，2011年12月12日
61. ↑  翁啟惠：問心無愧 不會選邊站 （页面存档备份，存于），中時電子報，2011年12月13日
62. ↑  轉載「引進宇昌生技投資案的科學工作者敬告各界聲明」 （页面存档备份，存于），蔡英文競選總統辦公室，2011年12月9日
63. ↑  催生宇昌遭染色　生技大老站出來 （页面存档备份，存于），財訊雜誌387期，2011年12月
64. ↑  高育仁爆：國發基金拒我們 馬上挹注宇昌 （页面存档备份，存于），聯合報，2011年12月12日
65. ↑  何美玥：高育仁案是生產工廠　宇昌是研發新藥　兩者不同，NOWnews，2011年12月12日
66. ↑  台、美大不同──中裕新藥的啟示 （页面存档备份，存于），台灣光華雜誌, 2009-10-01
67. ↑  一顆抗愛滋藥 兩樣生技情 （页面存档备份，存于），經濟日報，2007/09/14
68. ↑  宇昌案解密 蔡當時知TaiMed存在 （页面存档备份，存于），蘋果日報，2011年12月13日
69. ↑  劉憶如認栽「要告就告」 （页面存档备份，存于），蘋果日報，2011年12月14日
70. ↑  綠反擊 狀告劉憶如吳揆妻 （页面存档备份，存于），蘋果日報，2011年12月15日
71. ↑  邱毅追宇昌案 赴監院北檢告蔡 （页面存档备份，存于），中央通訊社，2011年12月16日
72. ↑  特偵組 密查宇昌等3案 （页面存档备份，存于），蘋果日報，2011年12月15日
73. ↑  查宇昌案 陳宏達：真實沒藍綠 （页面存档备份，存于），中央通訊社，2011年12月16日
74. ↑  蘇土地未信託 農地未農用 違農委會規定，聯合報，2007年12月13日
75. ↑  屏東房舍違法？蘇嘉全斥抹黑 （页面存档备份，存于），自由電子報，2011年9月17日
76. ↑  邱毅：蘇嘉全祖墳為農牧用地 （页面存档备份，存于），中時電子報，2011年9月20日
77. ↑  農租地蓋祖墳 蘇嘉全考慮遷墓 （页面存档备份，存于），聯合報，2011年9月21日
78. ↑  蘇嘉全祖墳丈量 占地待確認 （页面存档备份，存于），中央通訊社，2011年10月20日
79. ↑  屏縣：蘇嘉全祖墳違規限期改善 （页面存档备份，存于），中央通訊社，2011年10月22日
80. ↑  邱毅爆：蘇嘉全在農地上蓋豪宅　自己核准申請、帶頭違法 （页面存档备份，存于），NOWnews，2011年9月16日
81. ↑  蘇嘉全農舍 屏縣府稱合法 （页面存档备份，存于），蘋果日報，2011年10月4日
82. ↑  邱毅告蘇嘉全曹啟鴻等瀆職圖利 （页面存档备份，存于），中時電子報，2011年10月5日
83. ↑  蘇嘉全農舍案 邱毅赴監院告發 （页面存档备份，存于），中央通訊社，2011年10月6日
84. ↑  蘇嘉全宣布捐農舍　公布全家人財產 （页面存档备份，存于），蘋果日報，2011年10月18日
85. ↑  蘇嘉全農舍案 北檢移轉屏檢 （页面存档备份，存于），中央通訊社，2011年10月25日
86. ↑  蘇嘉全胞兄農地上經營夜市　陳武雄：所有農地一定要農用 （页面存档备份，存于），NOWnews，2011年9月30日
87. ↑  兄農地改夜市？蘇嘉全：已分家不便代答，反要馬說明綠卡 （页面存档备份，存于），NOWnews，2011年10月1日
88. ↑  蘇嘉全兄農地出租夜市 將課稅 （页面存档备份，存于），中央通訊社，2011年10月5日
89. ↑  〈獨家〉消失的鐵皮屋？ 藍控蘇妻隱匿財產 （页面存档备份，存于），TVBS，2011年10月14日
90. ↑  蘇嘉全姊鐵皮屋 僱工拆除 （页面存档备份，存于），自由電子報，2011年10月16日
91. ↑  蘇嘉全妻鐵皮屋 補稅4千元 （页面存档备份，存于），蘋果日報，2011年10月18日
92. ↑  蘇嘉全不知違建鐵皮屋收租？ 陳以信：蘇妻曾在原地遭搶，NOWnews，2011年10月17日
93. ↑  蘇嘉全基金會 被爆公庫通私庫 縣府主管兼幹部 藍營嗆「踹共」 （页面存档备份，存于），蘋果日報，2011年10月20日
94. ↑  遭質疑白手套 椰林基金會駁斥 （页面存档备份，存于），中央通訊社，2011年10月19日
95. ↑  蘇嘉全：財產攤陽光 最高標準 （页面存档备份，存于），中央通訊社，2011年10月27日
96. ↑  指椰林不法 邱毅告蘇嘉全貪污 （页面存档备份，存于），中央通訊社，2011年10月24日
97. ↑  .   [2015-11-26]. （原始内容存档于2021-01-04）.
98. ↑  南部出發／蔡展現攻擊 下月十場造勢 （页面存档备份，存于），自由電子報，2011年9月8日
99. ↑  大選決戰百日 小英巴士啟動 馬打政績牌 （页面存档备份，存于），蘋果日報，2011年9月24日
100. ↑  藍控「小英巴士」違法包覆 綠：是透明貼紙 （页面存档备份，存于），林朝億，新頭殼，2011年9月27日
101. ↑  小英巴士變更車體 遭批違法規 （页面存档备份，存于），中時電子報，2011年9月27日
102. ↑  藍議員檢舉 監理站：小英號複驗過關 （页面存档备份，存于），自由電子報，2011年10月13日
103. ↑  無感政績？　總統：米酒降價有感覺 （页面存档备份，存于），TVBS，2011年10月15日
104. ↑  馬英九：若能夠解決人民痛苦，甘願被叫米酒總統 （页面存档备份，存于），NOWnews，2011年10月4日
105. ↑  馬頻秀米酒 蘇︰何不拿汽油扛瓦斯桶 （页面存档备份，存于），自由電子報，2011年9月25日
106. ↑  場場爆滿… 蔡︰支持民進黨的熱情回來了 （页面存档备份，存于），自由電子報，2011年10月18日
107. 1 2  監察院還原「三隻小豬」政治獻金真相 絕非政黨打手 （页面存档备份，存于），中華民國監察院，2011年11月3日
108. 1 2  三隻小豬 政治打壓？監院：善意遭汙衊 有民進黨員致歉 （页面存档备份，存于），中時電子報，2011年11月4日
109. ↑  小孩捐撲滿監院調查　綠批沒人性 （页面存档备份，存于），自由電子報，2011年10月20日
110. ↑  童撲滿捐蔡／監院要查 綠斥當打手 （页面存档备份，存于），自由電子報，2011年10月21日
111. ↑  YouTube上的十萬小豬站出來 豬公撲滿引迴響，民視新聞，2011年10月28日
112. ↑  綠「小豬月」起跑 下旬陪蔡登記 （页面存档备份，存于），自由電子報，2011年11月1日
113. ↑  YouTube上的20111031 太搶手！洛陽紙貴不如 萬華豬貴 選民蜂擁搶撲滿！，三立新聞，2011年10月31日
114. ↑  蔡英文 Tsai Ing-wen 臉書粉絲專頁 （页面存档备份，存于），2011年10月30日
115. ↑  YouTube上的20111030 新台灣加油 陳明義 說 小豬撲滿是民進黨選情告急，三立新聞台，2011年10月30日
116. ↑  小豬回娘家 擠爆凱道 （页面存档备份，存于），自由電子報，2011年12月11日
117. ↑  小豬「開心」14萬隻 綠進帳2億120萬獻金 （页面存档备份，存于），新頭殼，2012年1月6日
118. ↑  鄒麗泳. . 中評社. 2014-05-21  [2014-05-23]. （原始内容存档于2014-05-23）.
119. ↑  蔡英文：對到訪中國持「開放」態度 （页面存档备份，存于），BBC，2011年11月24日
120. ↑  視頻：台灣總統候選人蔡英文專訪二 （页面存档备份，存于），BBC，2011年11月30日
121. ↑  總統主持「黃金十年」系列第五場記者會 （页面存档备份，存于），中華民國總統府，2011年10月17日
122. ↑  兩岸和平協議 總統：無時間表 （页面存档备份，存于），中央通訊社，2011年10月17日
123. ↑  蔡英文回應馬總統「兩岸和平協議」聲明 （页面存档备份，存于），蔡英文競選總統辦公室，2011年10月19日
124. ↑  馬提和平協議 蔡：台灣面臨 4危險 （页面存档备份，存于），自由電子報，2011年10月20日
125. ↑  府深夜稱簽協議先公投 綠斥騙票花招 （页面存档备份，存于），自由電子報，2011年10月20日
126. ↑  總統主持「黃金十年」系列首場記者會 （页面存档备份，存于），中華民國總統府，2011年9月29日
127. ↑  總統就兩岸和平協議議題召開記者會 （页面存档备份，存于），中華民國總統府，2011年10月20日
128. ↑  和平協議 馬：要兩岸充分互信 （页面存档备份，存于），中央通訊社，2011年10月20日
129. ↑  蔡英文回應「馬總統二度說明兩岸和平協議」聲明稿 （页面存档备份，存于），蔡英文競選總統辦公室，2011年10月21日
130. ↑  蔡：修法讓兩岸政治協商需公投 （页面存档备份，存于），中央通訊社，2011年10月21日
131. ↑  綠營公投修法 未排入院會議程 （页面存档备份，存于），中央通訊社，2011年10月25日
132. ↑  總統針對「兩岸和平協議」議題提出「十大保證」 （页面存档备份，存于），中華民國總統府，2011年10月24日
133. ↑  簽和平協議 馬提十大保證 （页面存档备份，存于），蘋果日報，2011年10月25日
134. ↑  蔡英文：兩岸政治協商與公投，不是族群的問題，而是對土地的認同 （页面存档备份，存于），蔡英文競選總統辦公室，2011年10月30日
135. ↑  規劃和平條約 而非和平協議（姜皇池） （页面存档备份，存于），蘋果日報，2011年10月20日
136. ↑  凝聚「台灣共識」 開啟「理解互信、穩定前進」的兩岸新局 （页面存档备份，存于），蔡英文競選總統辦公室，2011年12月2日
137. ↑  蔡英文：當選後成立兩岸對話工作小組 （页面存档备份，存于），自由電子報，2011年12月2日
138. ↑  .   [2017-05-23]. （原始内容存档于2014-11-02）.
139. ↑  .   [2017-05-23]. （原始内容存档于2019-02-14）.
140. ↑  .   [2017-05-23]. （原始内容存档于2019-08-22）.
141. ↑  .   [2012-01-14]. （原始内容存档于2012-01-13）.
142. ↑  美讚台：亞洲偉大的成功故事 Archive.today的存檔，存档日期2012-07-24，中時電子報，2012年1月15日
143. ↑  當美官員面 吳釗燮：美國當中國的啦啦隊？ 新頭殼[永久]
144. ↑  仇佩芬. . 風傳媒. 2014-10-28  [2021-02-15]. （原始内容存档于2020-03-27） （中文（臺灣））.
145. ↑  .   [2012-01-13]. （原始内容存档于2012-01-15）.
146. ↑  .   [2012-08-14]. （原始内容存档于2012-08-16）.

## 外部連結
- 中華民國中央選舉委員會（页面存档备份，存于）